# Lista de pinturas de Aurélio de Figueiredo
Esta é uma lista de pinturas do artista Aurélio de Figueiredo. Aurélio de Figueiredo foi um escultor, pintor, desenhista, caricaturista e escritor brasileiro, nascido em 3 de agosto de 1856 em Areia, cidade localizada no estado da Paraíba, e falecido em 9 de abril de 1916, no Rio de Janeiro. Estudou pintura na Academia Imperial de Belas Artes - Aiba, no Rio de Janeiro.
Em 1871, publicou suas primeiras caricaturas em A Comédia Social. Aurélio tornou-se conhecido pelos seu quadros Francesca da Rimini, de 1893, e O Último Baile da Ilha Fiscal, de 1905. Produzia também retratos, naturezas-mortas, cenas de gênero e paisagens. Suas obras foram apresentadas em duas exposições individuais, a primeira foi em 1912, no Liceu de Artes e Ofícios de São Paulo, e a segunda, póstuma, foi em 1956, no Museu Nacional de Belas Artes, MNBA, no Rio de Janeiro.

## Lista de Pinturas
| Imagem | Título                                                   | Data       | Material               | Coleção                                             | Versão audível |
| ------ | -------------------------------------------------------- | ---------- | ---------------------- | --------------------------------------------------- | -------------- |
|        | O Último baile da Ilha Fiscal                            | 1905       |                        |                                                     |                |
|        | A abdicação do primeiro Imperador do Brasil, D. Pedro I. | 1911       | tinta a óleo tela      |                                                     |                |
|        | Retrato de Mulher                                        | 1883       |                        |                                                     |                |
|        | Paisagem                                                 | 1901       | tinta a óleo tela      | Coleção Fundo Museu Paulista Coleção Museu Paulista |                |
|        | Homem em traje civil (3)                                 | século XIX | tinta a óleo tela      | Coleção Museu Histórico Nacional                    |                |
|        | Vista de uma fortaleza                                   | século XIX | cartolina tinta a óleo | Coleção Museu Histórico Nacional                    |                |
|        | A ilusão do Terceiro Reinado                             | 1905       | tinta a óleo tela      | Coleção Museu Histórico Nacional                    |                |
|        | Martírio de Tiradentes (atribuído)                       | 1893       | tinta a óleo tela      | Coleção Museu Histórico Nacional                    |                |
|        | Retrato de criança                                       | século XIX | tinta a óleo tela      | Coleção Museu Histórico Nacional                    |                |
|        | Descobrimento do Brasil                                  | 1887       | tinta a óleo tela      | Coleção Museu Histórico Nacional                    |                |
|        | Moça na janela                                           | 1891       | tinta a óleo painel    | Coleção Sergio Sahione Fadel                        |                |
|        | Menina ao piano                                          | 1892       | tinta a óleo tela      | Coleção Sergio Sahione Fadel                        |                |
|        | Ultimo Baile                                             | 1905       | tinta a óleo tela      | Museu Histórico Nacional                            |                |
|        | Francesca da Rimini                                      | 1883       | tinta a óleo tela      | Museu Nacional de Belas Artes                       |                |
|        | O copo de água                                           | 1894       | tinta a óleo tela      | Museu Nacional de Belas Artes                       |                |
|        | Pico do Itacolomi, Ouro Preto                            | 1894       | tinta a óleo tela      | Museu Nacional de Belas Artes                       |                |
|        | Pátio da Casa dos Contos, Ouro Preto                     | 1894       |                        | Museu Nacional de Belas Artes                       |                |
|        | Retrato de Inácio Porto Alegre                           | 1878       | tinta a óleo tela      | Museu Nacional de Belas Artes                       |                |
|        | Compromisso Constitucional de 1891                       | 1896       | tinta a óleo tela      | Museu da República                                  |                |
|        | Corcovado                                                | 1903       | tinta a óleo tela      | Museu de Arte de Belém                              |                |
|        | Praia de Fortaleza                                       | 1910       | tinta a óleo tela      | Q59247460                                           |                |